# Sent Michiu de Vaissa
Sent Michiu de Vaissa (en francès Saint-Michel-de-Veisse) és una comuna (municipi) de França, a la regió de la Nova Aquitània, departament de la Cruesa.
La seva població al cens de 1999 era de 177 habitants. Està integrada a la Communauté de communes du Pays Cruesa Thaurion Gartempe.

## Demografia
| 1968 | 1975 | 1982 | 1990 | 1999 |
| ---- | ---- | ---- | ---- | ---- |
| 268  | 200  | 204  | 177  | 177  |

## Administració
| Període   | Identitat      | Partit |
| --------- | -------------- | ------ |
| 2001-2008 | Pascal Gorse   |        |
| 2008-     | Michel Bounaud |        |